# Nickel(II) iodat
Nickel(II) iodat là một hợp chất vô cơ, là muối của nickel và acid iodic có công thức Ni(IO3)2, tinh thể màu vàng, ít tan trong nước, tạo thành tinh thể ngậm nước.

## Điều chế
Phản ứng của nickel(II) nitrat và acid iodic với acid nitric làm xúc tác ở 100 °C (212 °F; 373 K) sẽ tạo ra muối khan:
{\displaystyle {\mathsf {Ni(NO_{3})_{2}+2HIO_{3}\ \xrightarrow {HNO_{3}} \ Ni(IO_{3})_{2}\downarrow +2HNO_{3}}}}

## Tính chất vật lý
Nickel(II) iodat khan tạo thành tinh thể màu vàng.
Nó ít tan trong nước.
Nó tạo thành các tinh thể ngậm nước Ni(IO3)2·nH2O, trong đó n = 1, 2, 3, 4 và 6 đều là các tinh thể màu xanh lục.
Tinh thể dihydrat Ni(IO3)2·2H2O có cấu trúc của hệ tinh thể trực thoi, nhóm không gian P bca, các hằng số mạng tinh thể a = 0,914986 nm, b = 1,220896 nm, c = 0,658353 nm, Z = 4.

## Hợp chất khác
Ni(IO3)2 còn tạo một số hợp chất với NH3, như:
- Ni(IO3)2·NH3 là chất rắn màu vàng nhạt-lục, D = 3,705 g/cm³;
- Ni(IO3)2·2NH3 là chất rắn màu lục, D = 3,315 g/cm³;
- Ni(IO3)2·4NH3 là tinh thể xanh dương nhạt, phân hủy bởi nước;
- Ni(IO3)2·5NH3 khan là chất rắn màu tím nhạt (D = 2,97 g/cm³), trihydrat là tinh thể đỏ tím, có thể nổ;
- Ni(IO3)2·6NH3 là tinh thể tím, D = 2,557 g/cm³.[3]